# 李华瑞
李华瑞（1958年2月1日—），男，四川绵竹人，中华人民共和国历史学家，曾任首都师范大学资深教授，湖南大学岳麓书院朱张讲座教授，浙江大学敦和讲席教授。长期从事宋史、西夏史和中国古代经济史的研究。

## 生平
1958年生于甘肃省山丹县平坡。1964年9月至1974年1月，在山丹煤矿职工子弟学校学习。1974年后，曾在农场做临时工，插队一年，1977年1月又到煤矿做矿工。1978年10月考入甘肃师范大学（1981年改称西北师范学院）历史系学习，1982年获历史学学士学位。同年考取同校研究生，师从陈守忠，1985年获历史学硕士学位，留校任助教。1987年至1990年，在河北大学师从漆侠攻读博士研究生，获历史学博士学位，之后在河北大学历史研究所（宋史研究中心）任教。1995年晋升教授，1996年获评为博士生导师，同年任河北大学研究生处副处长。2000年任河北大学人文学院院长。2004年9月，调入首都师范大学历史系工作。2008年4月，任首都师范大学唐宋史研究中心主任。2012年9月，任首都师范大学学报编辑部主任、社科版主编。2014年，入选教育部长江学者特聘教授。2022年4月，受聘为浙江大学敦和讲席教授。2022年8月，任中国宋史研究会会长。

## 社会兼职
- 中国宋史研究会秘书长（1996年－2005年）
- 中国宋史研究会副会长（2003年－2022年）
- 中国宋史研究会会长（2022年－）
- 教育部人文社科研究基地北京大学中国古代史研究中心学术委员会委员（2001年－2009年）
- 安阳师范学院兼职教授（2009年4月）
- 台湾东吴大学历史系专任讲座教授（2009年9月－2010年1月）
- 西南大学历史文化学院讲席教授（2021年6月）[4]
- 西北大学兼职教授（2023年3月）[5]

## 出版物
- 《宋代酒的生产和征榷》（河北大学出版社，1995年）
- 《中华酒文化》（山西人民出版社，1995年）
- 《宋夏关系史》（河北人民出版社，1998年）
- 《宋史论集》（河北大学出版社，2001年）
- 《王安石变法研究史》（人民出版社，2004年）
- 《宋夏史研究》（天津古籍出版社，2006年）
- 《视野、社会与人物——宋史、西夏史研究论文稿》（中国社会科学出版社，2012年）
- 《宋代救荒史稿》（天津古籍出版社，2014年）
- 《宋夏史探研集》（科学出版社，2016年）
- 《探寻宋型国家的历史：李华瑞学术论文集》（人民出版社，2019年）
- 《宋夏史探知集》（中国社会科学出版社，2020年）
- 《宋型国家历史的演进》（商务印书馆，2022年）[6]